# Società Calcio Faetano
S.C. Faetano é uma equipe são-marinense de futebol com sede em Serravalle. Disputa a primeira divisão de San Marino (Campeonato Sanmarinense de Futebol).
Seus jogos são mandados no San Marino Stadium, que possui capacidade para 7.000 espectadores.

## História
O S.C. Faetano foi fundado em 1962.

## Títulos
- Campeonato Sanmarinense de Futebol: 3

1985–86, 1990–91, 1998–99
- Coppa Titano: 3

1993, 1994, 1998
- Trofeo Federale: 1

1994

## Elenco 2012/2013
Nota: Bandeiras indicam equipe nacional, conforme definido pelas regras de elegibilidade da FIFA. Os jogadores podem ter mais de uma nacionalidade não-FIFA.
| N.º |            | Posição | Jogador            |
| --- | ---------- | ------- | ------------------ |
|     | Itália     | G       | Luca Dimetto       |
|     | Itália     | G       | Federico Gozzi     |
|     | San Marino | G       | Simone Lamantia    |
|     | San Marino | G       | Samuel Lazzaro     |
|     | San Marino | G       | Aldis Poggli       |
|     | Itália     | D       | Ivan Borroni       |
|     | San Marino | D       | Alex Della Valle   |
|     | San Marino | D       | Mattia Giardi      |
|     | San Marino | D       | Federico Moroni    |
|     | San Marino | D       | Marco Moroni       |
|     | Itália     | D       | Manuel Ricci       |
|     | San Marino | D       | Diego Rossi        |
|     | San Marino | D       | Vittorio Valentini |
|     | Itália     | M       | Marco Bucci        |
|     | San Marino | M       | Fabio De Luca      |
|     | San Marino | M       | Federico Francini  |

| N.º |            | Posição | Jogador                 |
| --- | ---------- | ------- | ----------------------- |
|     | San Marino | M       | Maurizio Gasperoni      |
|     | Roménia    | M       | Andrei Razvan Guiu      |
|     | Itália     | M       | Filippo Menghi          |
|     | San Marino | M       | Andrea Mosconi          |
|     | Itália     | M       | Enrico Raggini          |
|     | San Marino | M       | Giacomo Rinaldi         |
|     | San Marino | M       | Mattia Rinaldi          |
|     | Itália     | M       | Andrea Temeroli         |
|     | San Marino | M       | Alan Toccaceli          |
|     | San Marino | A       | Pier Marino Della Valle |
|     | San Marino | A       | Massimiliano Gianni     |
|     | San Marino | A       | Andrea Moroni           |
|     | San Marino | A       | Simone Ugolini          |
|     | Itália     | A       | Francesco Viroli        |
|     | Itália     | A       | Serbin Igor             |